# Giuseppe Maria Ruffo
Giuseppe Maria Ruffo (Bagnara Calabra, 11 gennaio 1696 – Capua, 19 marzo 1754) è stato un arcivescovo cattolico italiano.

## Biografia
Appartenente alla casata dei Duchi della Bagnara, fu per quasi nove anni vescovo di Lecce dal 23 maggio 1735 al 3 febbraio 1744. Successivamente, per la rinuncia di Mondilio Orsini, divenne arcivescovo di Capua in data 2 febbraio 1744 e si insediò nella città il lunedì santo dello stesso anno. Nel Palazzo arcivescovile di Capua eresse una cattedra di Dogmatica-Scolastica e accentrò tutte le scuole cattoliche nello stesso palazzo episcopale che poi spostò tutte nel Seminarium Campanum, il Seminario Arcivescovile di Capua. Si occupò anche del restauro e dell'ammodernamento del Palazzo episcopale. Nel 1746 cominciò la Visita Pastorale dell'Arcidiocesi, che non terminò mai a causa della sua salute cagionevole. Per la maggior parte del suo episcopato risiedette nella città di Napoli, mentre si trattenne rare volte a Capua, se non per qualche mese, senza visitare mai la propria diocesi. Il suo episcopato a Capua durò circa un decennio durante il quale patì gravi problemi di salute che più volte lo portarono vicino alla morte, che infine sopraggiunse il 19 marzo 1754, all'età di 58 anni. Alla sua morte, lasciò tutta la sua eredità alla Cattedrale e all'Arcidiocesi di Capua, tra cui reliquiari argentei di inestimabile valore.
A lui risale la costruzione dei busti reliquiari dei Santi Patroni di Capua, alcuni di questi conservati nel Tesoro della Cattedrale. Commissionò i busti dell'Immacolata, di San Giuseppe, San Francesco di Paola, San Vincenzo Ferreri, Sant'Antonio di Padova e dei Santi Apostoli Pietro e Paolo

## Genealogia episcopale
La genealogia episcopale è:
- Cardinale Scipione Rebiba
- Cardinale Giulio Antonio Santori
- Cardinale Girolamo Bernerio, O.P.
- Arcivescovo Galeazzo Sanvitale
- Cardinale Ludovico Ludovisi
- Cardinale Luigi Caetani
- Cardinale Ulderico Carpegna
- Cardinale Paluzzo Paluzzi Altieri degli Albertoni
- Cardinale Gasparo Carpegna
- Cardinale Fabrizio Spada
- Cardinale Tommaso Ruffo
- Arcivescovo Giuseppe Maria Ruffo